# Servantes du Sacré-Cœur de sainte Catherine Volpicelli
Les servantes du Sacré-Cœur de sainte Catherine Volpicelli (en latin : Ancillarum a Sacro Corde) sont une congrégation religieuse féminine de droit pontifical.

## Historique
En 1865, à l'initiative de Catherine Volpicelli (1839 - 1894), commence à Naples des réunions de l'apostolat de la prière pour la réparation des offenses au Sacré-Cœur de Jésus. Le 15 mai 1867, Catherine et quelques compagnes commencent la vie commune, le cardinal Sisto Riario Sforza approuve l'œuvre le 18 octobre 1867 ; le 27 décembre de la même année, Catherine reçoit les constitutions écrites par le père Léonard Matera, son directeur spirituel.
Apprenant la fondation du nouvel institut, le jésuite Henri Ramière propose de fusionner la congrégation avec celle des oblates du Cœur de Jésus qui partage le même charisme mais Mgr Sisto Riario Sforza, archevêque de Naples s'y oppose et autorise les servantes à ouvrir un noviciat le 3 mars 1875. 
L'institut reçoit le décret de louange le 20 juin 1890, il est définitivement approuvé par le Saint-Siège le 9 août 1902.
Marie Rose Carafa di Traetto (1832 - 1890), une servante contemporaine de la fondatrice est reconnue vénérable le 28 août 1907.

## Activités et diffusion
Les servantes du Sacré-Cœur se dédient à la propagation de la dévotion au Sacré-Cœur de Jésus et à l'éducation des jeunes.
Elles sont présentes en Italie, Brésil, Indonésie, Panama.
La maison-mère est à Naples.
Au 31 décembre 2008, la congrégation comptait 284 religieuses dans 27 maisons. 